# Плотина Городского пруда на реке Исеть
Плоти́на Городско́го пруда́ на реке́ Исе́ть — гидротехническое сооружение на реке Исеть в Екатеринбурге. Построена в 1723 году с образованием пруда, снабжавшего водой Екатеринбургский завод. Впоследствии плотина многократно перестраивалась. Среди местных жителей за плотиной и прилегающей территорией Исторического сквера закрепилось название «Плотинка». Является традиционным местом массовых народных гуляний и праздников.

## История

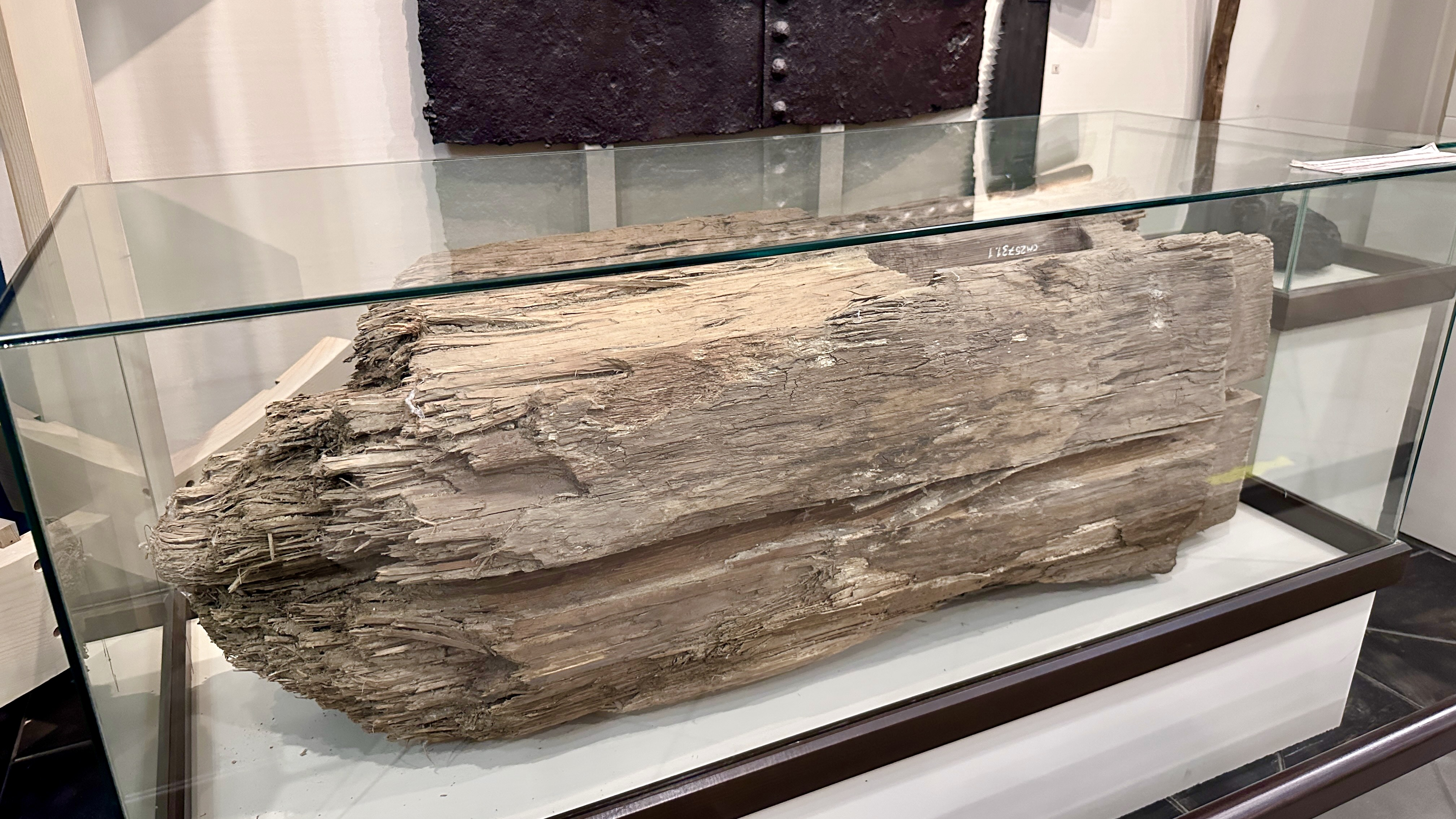
Брус плотины (XVII век, Музей истории и археологии Урала)

Строительство плотины было начато в 1721 году по решению В. Н. Татищева, затем приостановлено из-за отсутствия одобрения Берг-коллегии и возобновлено в марте 1723 года после прибытия на Урал Вильгельма де Геннина. Строительство завершилось 11 сентября 1723 года. Плотина дала механическую энергию для приведения в действие механизмов вновь основанного Екатеринбургского завода и послужила началом строительства города. В основе своей она построена из стволов лиственницы и гранита. В результате сооружения плотины на реке Исеть образовался пруд, называющийся сейчас Городским прудом Екатеринбурга. В нескольких сохранившихся зданиях бывшего завода располагается музей истории архитектуры и промышленной техники Урала. По оси плотины прошёл Главный проспект Екатеринбурга — ныне проспект Ленина.
Плотина имела длину в 209 метров, ширину в 42 метра и высоту в 6,5 метра. Она была возведена из бревенчатого сруба, набитого камнем и отборной глиной, имела центральный и два боковых рабочих прореза, к которым были подведены два деревянных водовода, идущих к колёсам. Плотину спроектировал плотинной мастер Невьянского завода Л. С. Злобин. В 1830-е годы плотина была расширена по проекту М. П. Малахова, а в 1886 году на ней был разбит сквер и установлены бюсты Петра I и Екатерины I. 26 апреля 1917 года солдаты Ачинского полка сорвали оба бюста и, по первой версии, разбили их под молотами вагоноремонтных мастерских, по другой — сбросили в пруд. 11 марта 1958 года на месте памятника Петру I был установлен бюст П. П. Бажова (скульптор М. Г. Манизер, архитекторы И. Е. Рожин, А. П. Великанов). В 1972—1973 годах плотина по проекту Ю. П. Сердюкова была снова расширена и облицована гранитом, на подпорной стенке были размещены барельефы, а по краям размещены скульптуры, символизирующие умения уральских металлургов. 5 ноября 1987 года на месте памятника Екатерине I был установлен бюст Д. Н. Мамина-Сибиряка (скульптор А. Антонов, архитектор Б. Демидов). В 1998 году из бокового прореза был сделан проход из нижней террасы Исторического сквера на верхнюю площадку, плотина была также укреплена железобетонными перекрытиями. Во время прокладки пешеходного тоннеля под плотиной к 275-летию со дня основания города в 1998 году обнаружено отличное состояние её конструкции, несмотря на интенсивное транспортное движение по ней.

## Здания на «плотинке»
Здания и сооружения Екатеринбургского завода и Екатеринбургского монетного двора:
- стена главного корпуса;
- сушильный корпус;
- производственный корпус;
- дом чертежников;
- здание кладовых;
- водонапорная башня;

- грот;
- остатки древней плотины Исетского пруда с фрагментами в местах нахождения водосбросов;
- гранитные устои косого моста через реку Исеть;
- заводской госпиталь;
- четверо ворот;
- остатки стен.

## Галерея

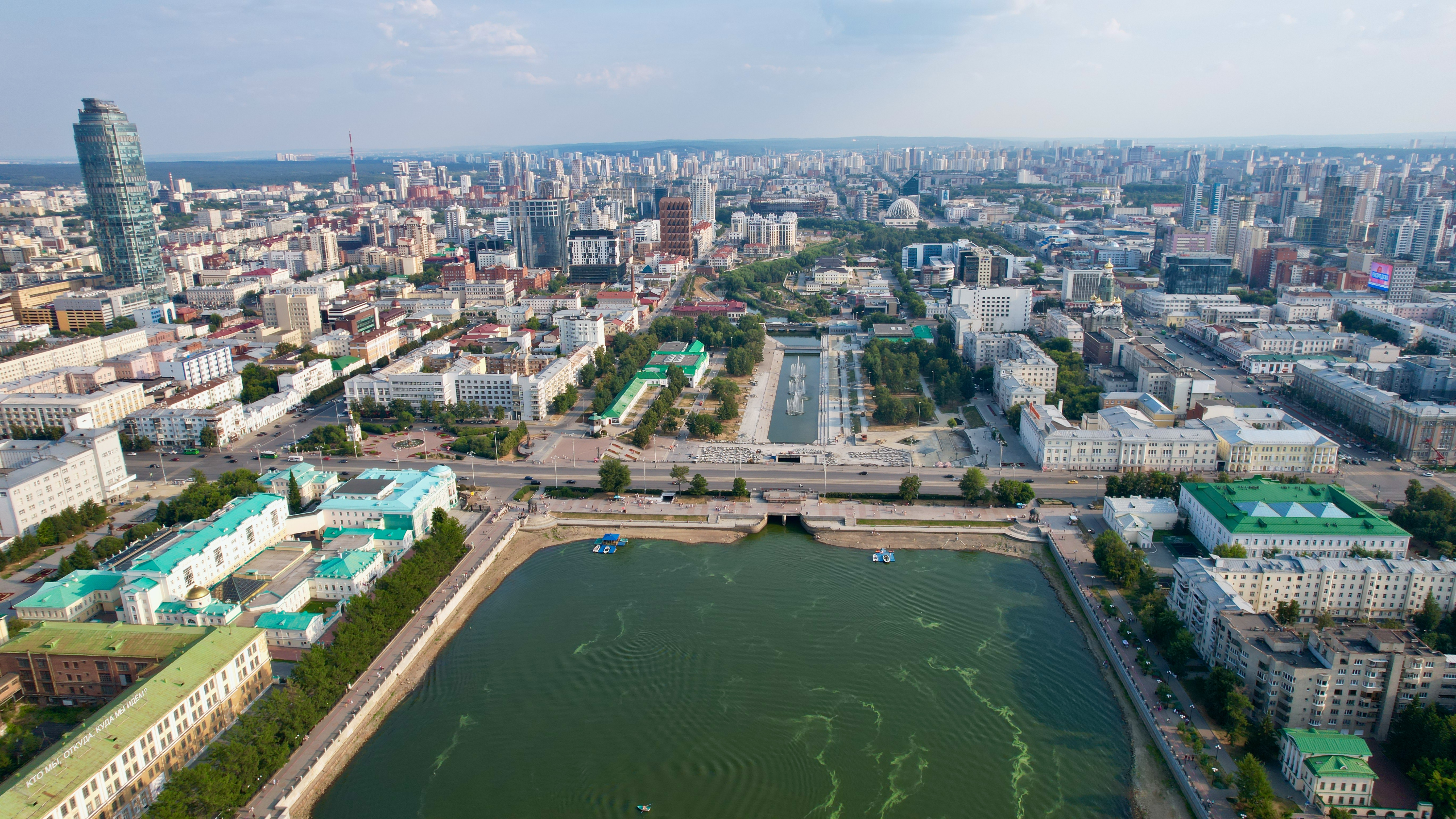
Вид с высоты
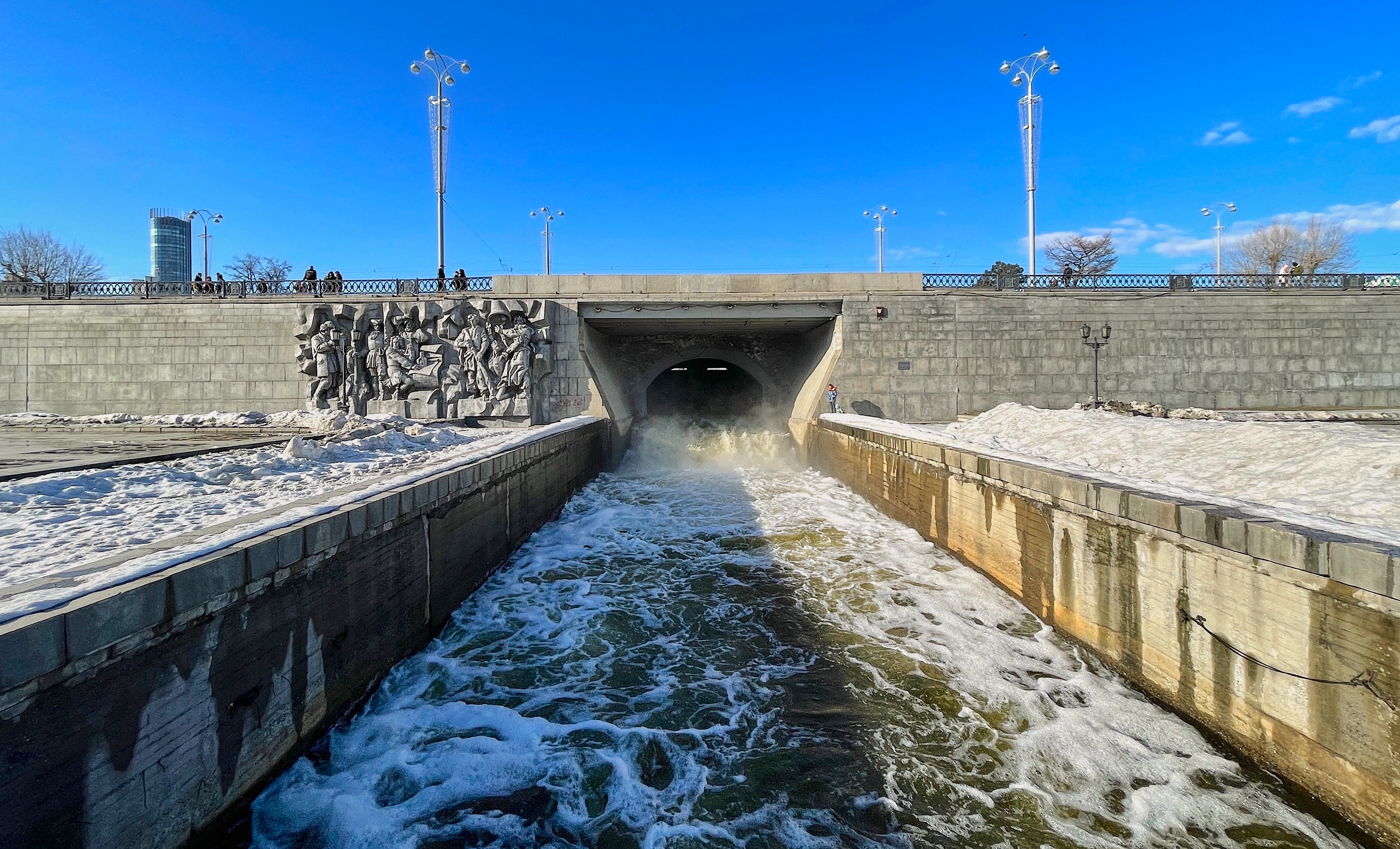
Вид на прорез плотины
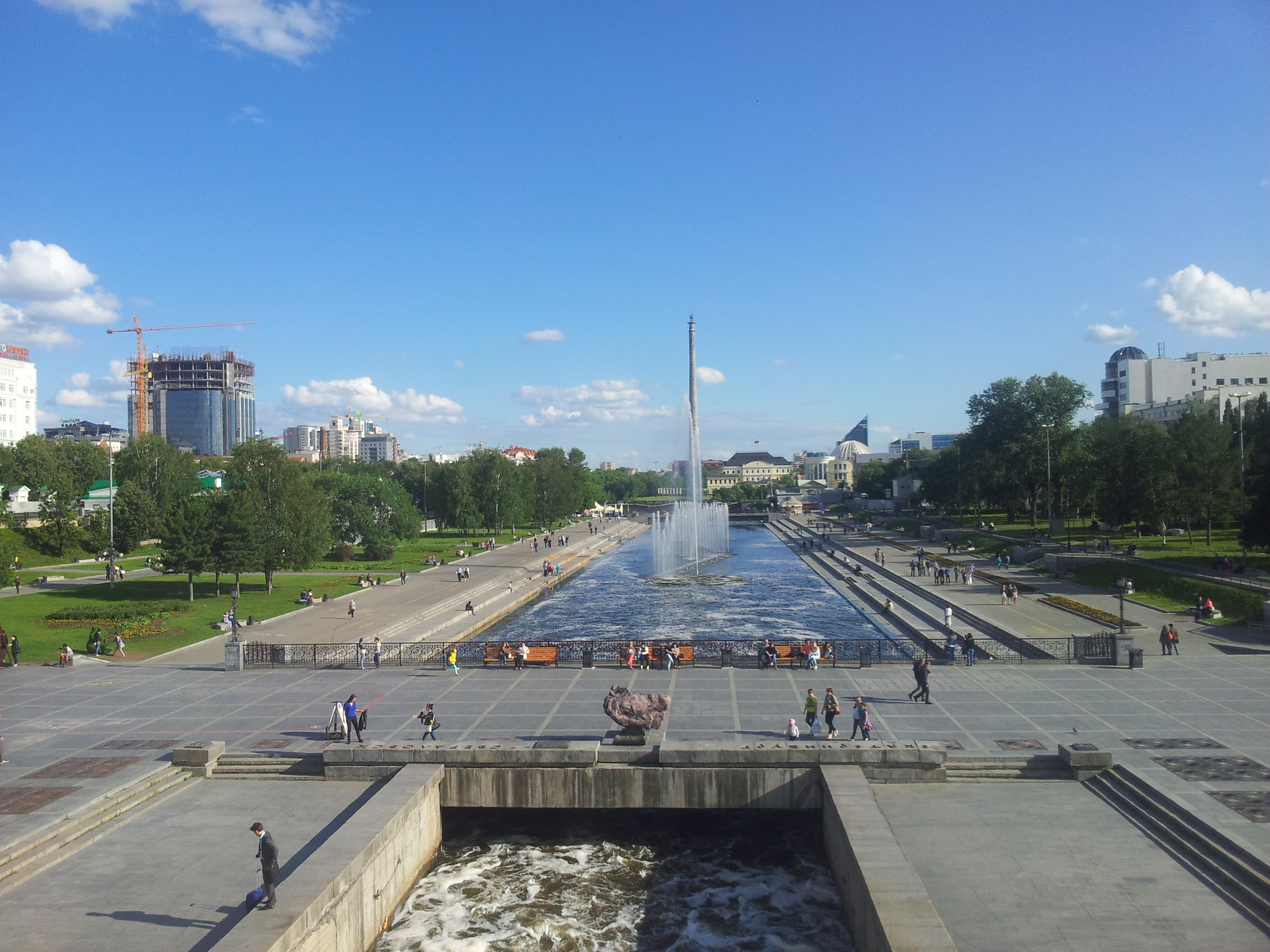
Вид с проспекта Ленина
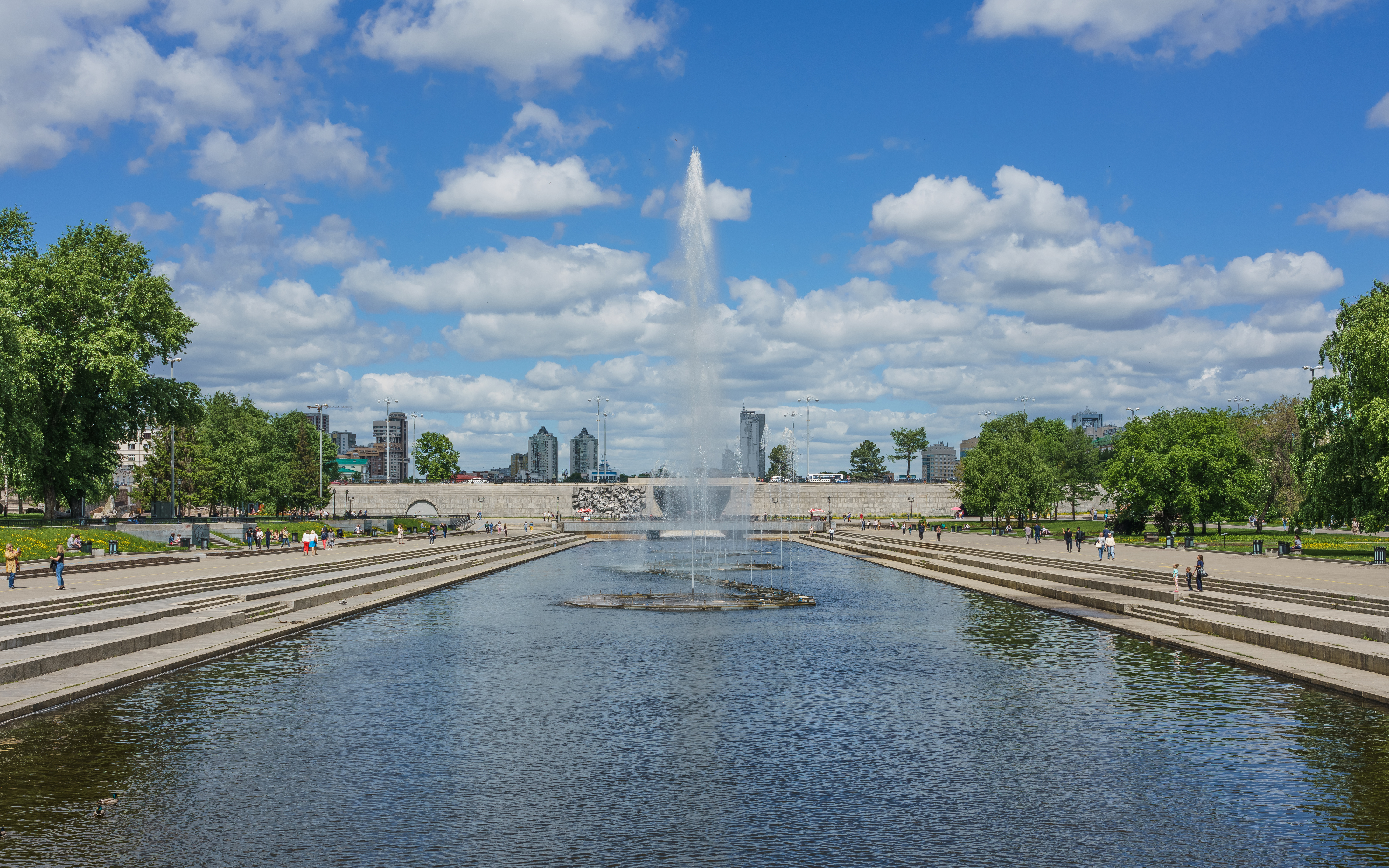
Вид в сторону проспекта Ленина
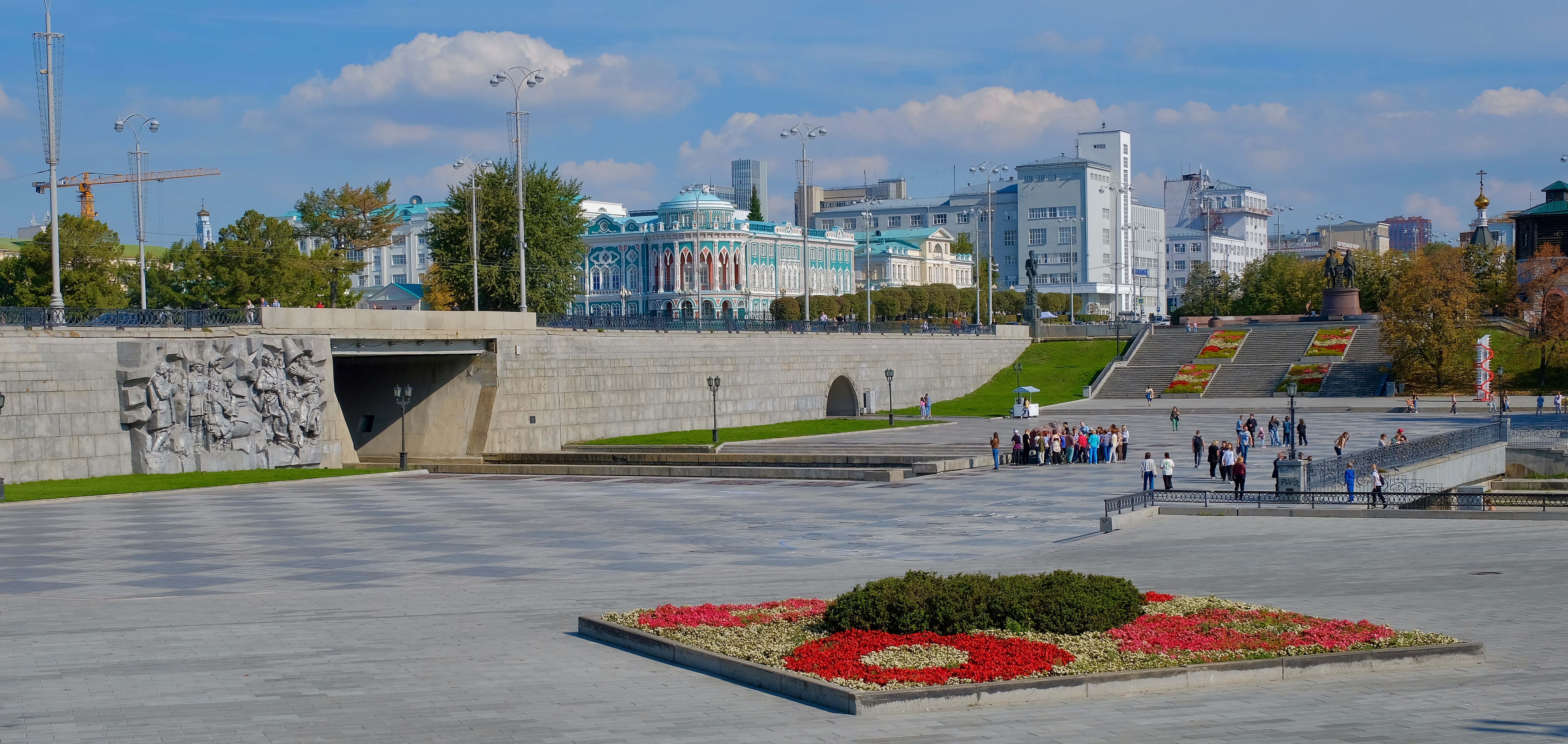
Вид с правого берега
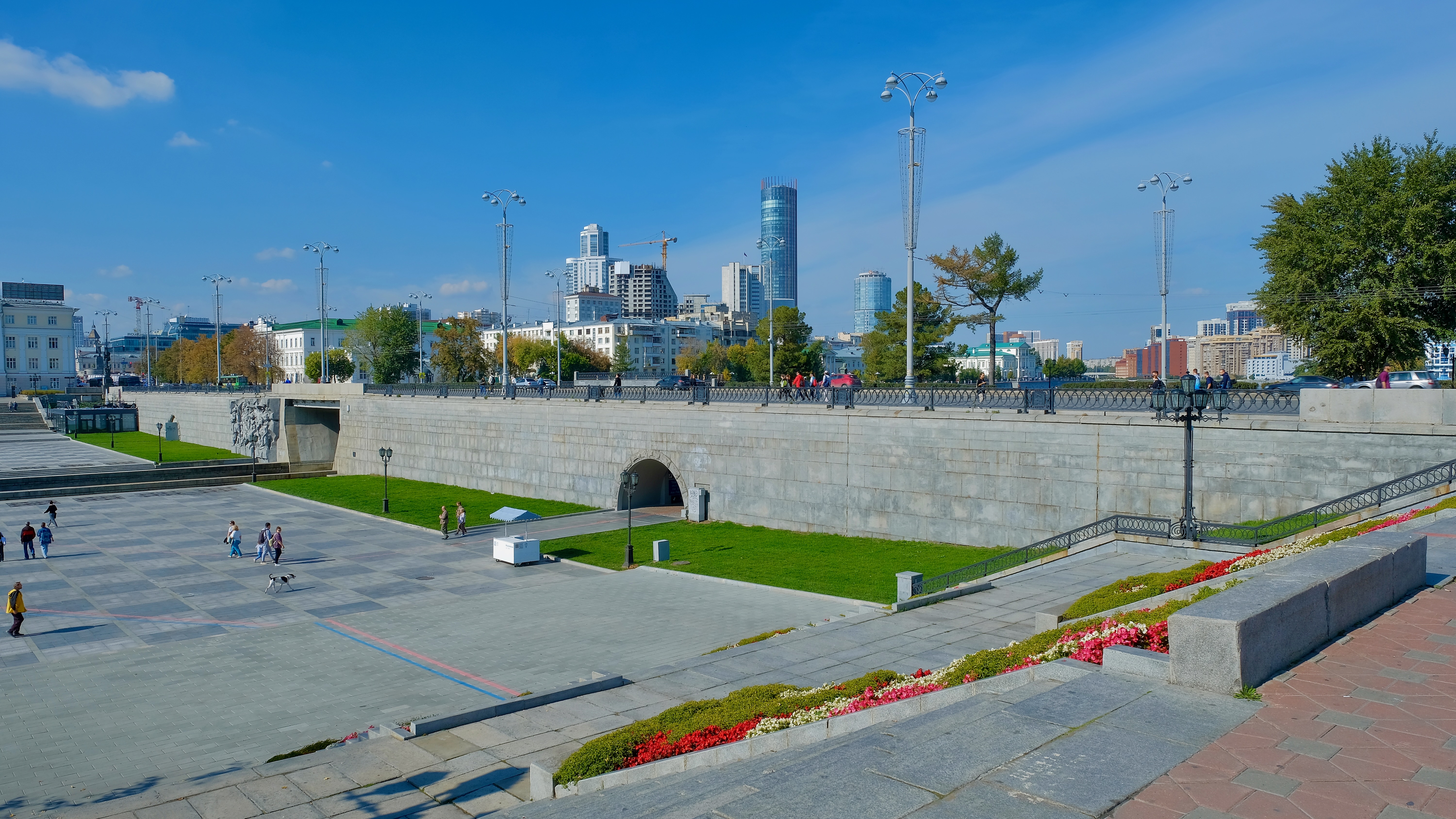
Вид с левого берега
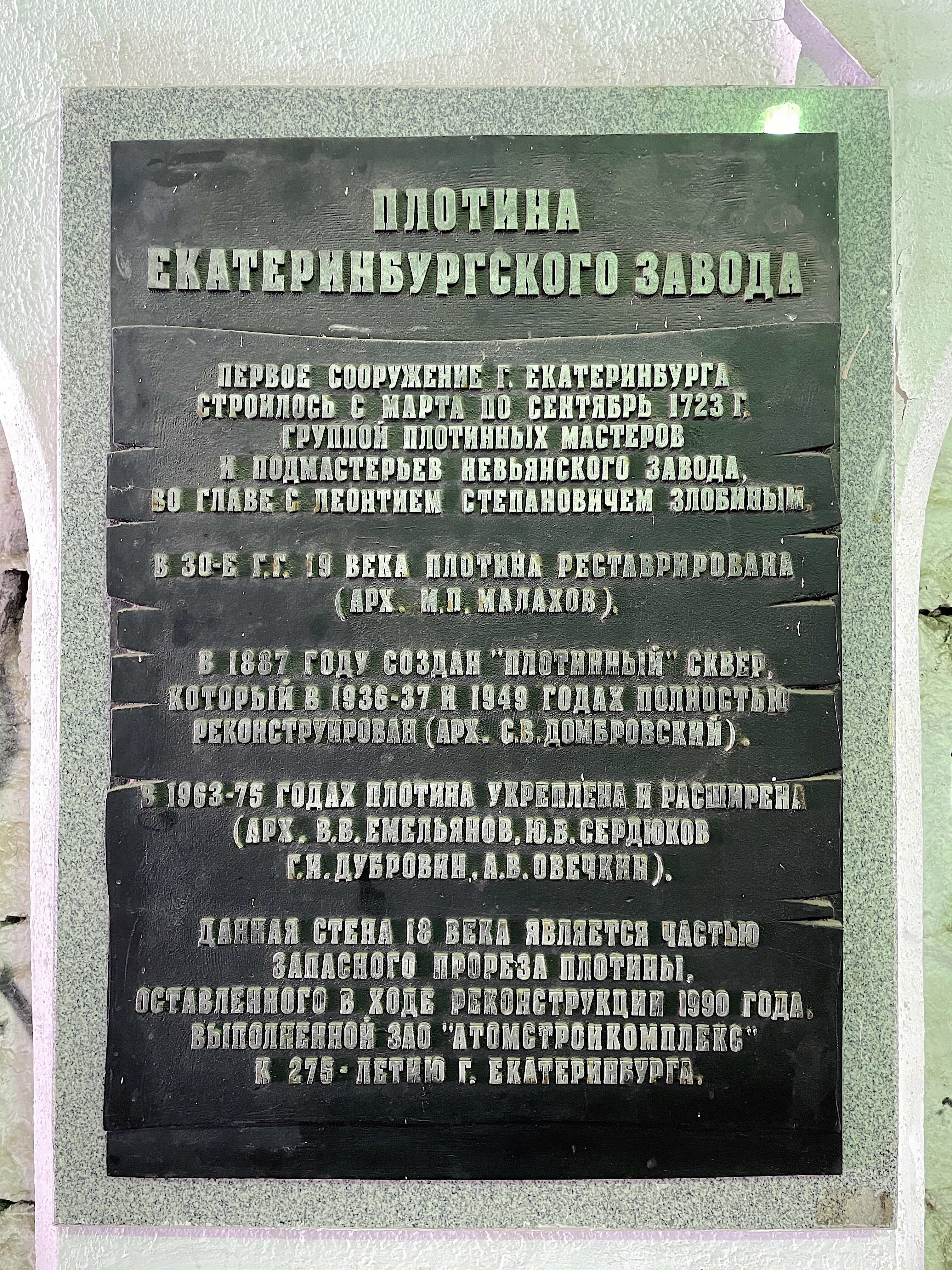
Памятная табличка в пешеходном переходе под плотиной